# Tadeusz Rutowski
Tadeusz Klemens Rutowski (ur. 2 grudnia 1852 w Tarnowie, zm. 30 marca 1918 w Krechowie) – polski dziennikarz, publicysta, poseł na Sejm Krajowy VI, VIII, IX i X we Lwowie i do Rady Państwa VII, VIII i IX kadencji, urzędnik Wydziału Krajowego, działacz samorządowy, prezydent Lwowa, ekonomista, mecenas kultury.

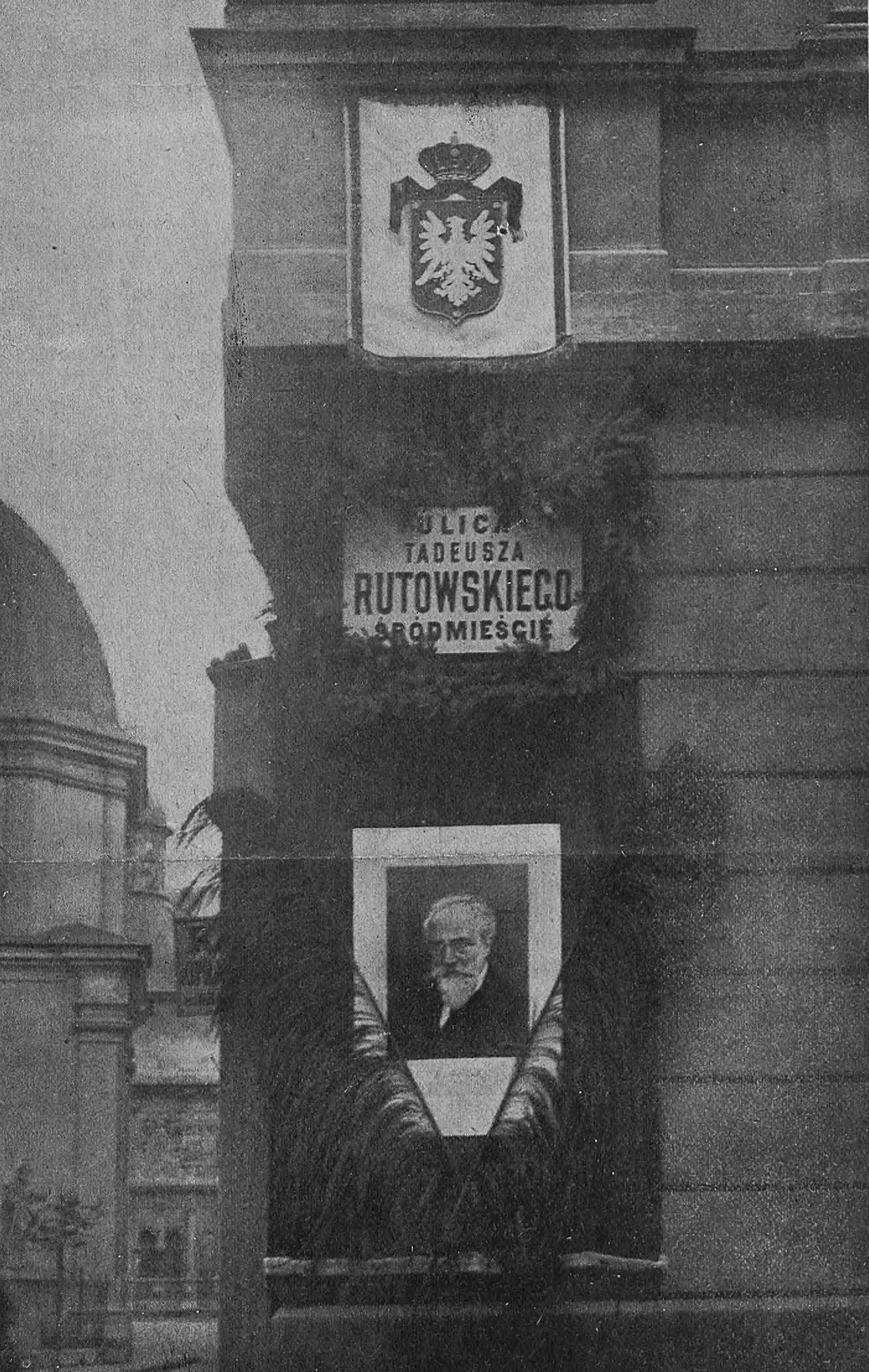
Ul. Tadeusza Rutowskiego we Lwowie (1915)

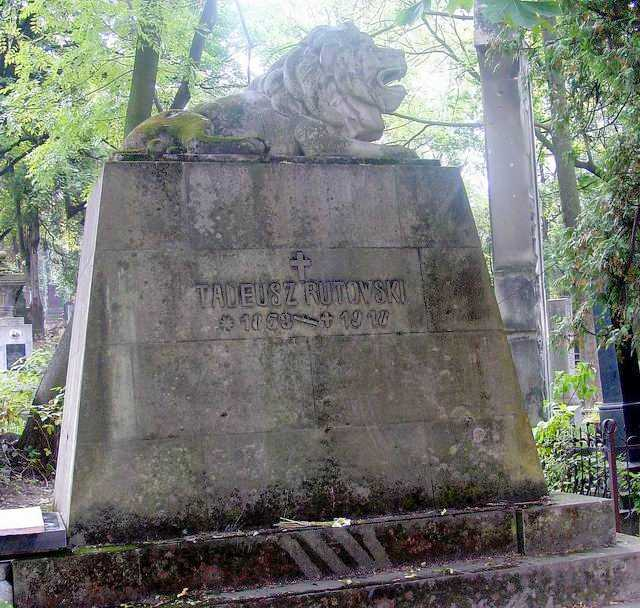
Grobowiec Tadeusza Rutowskiego

## Życiorys
Pochodził z rodziny ziemiańsko-inteligenckiej, wychowywany na tradycjach romantycznych i powstańczych. Był synem Klemensa Rutowskiego i Karoliny z Treszkowskich. Studiował 8 lat w Wiedniu (na Politechnice Wiedeńskiej, następnie na Wydziale Prawa Uniwersytetu Wiedeńskiego, od 1872 na Wydziale Filozoficznym tej uczelni, otrzymując tytuł doktora filozofii. Był dziennikarzem „Ekonomisty Polskiego”, „Gazety Narodowej”, „Muzeum”, „Nowej Reformy”, „Przełomu”, „Słowa Polskiego”. W swoich artykułach wskazywał na konieczność uprzemysłowienia zaboru austriackiego, propagował pracę u podstaw. W Sejmie Krajowym reprezentował centrum demokratyczne, walcząc o realizację reform gospodarczych i postęp dla kraju. W parlamencie wiedeńskim (1888–1901) przeciwstawiał się ugodowej polityce zdominowanego przez konserwatystów Koła Polskiego. Współzałożyciel, autor statutu Polskiego Stronnictwa Demokratycznego, po 1904 (pod śmierci Tadeusza Romanowicza przywódca partii (wraz z Janem Rotterem).
Od 1905 przez szereg lat pełnił funkcję wiceprezydenta Lwowa, troszcząc się o rozwój przestrzenny oraz infrastrukturę dynamicznie rosnącego miasta. W 1906 był inicjatorem założenia i został zastępcą prezesa Towarzystwa Miłośników Przeszłości Lwowa. Podczas okupacji rosyjskiej (od 3 września 1914 do 22 czerwca 1915), pełnił funkcję prezydenta Lwowa. Starał się w tej ciężkiej sytuacji zapewnić w miarę normalne warunki życia wszystkim obywatelom miasta. Wycofujący się ze Lwowa Rosjanie internowali jao zakładników ponad 40 obywateli Lwowa, w tym także Rutowskiego wraz z całym Prezydium Rady. W styczniu 1917 został zwolniony z internowania (jeszcze przed rewolucją lutową i obaleniem caratu w Rosji) i poprzez neutralną Szwecję i Wiedeń powrócił 1 lutego do Lwowa, triumfalnie witany przez mieszkańców miasta. Od 11 lutego 1917 sprawował zarząd komisaryczny miasta.
Na uwagę zasługuje jego mecenat nad sztuką – był kolekcjonerem, redaktorem naczelnym miesięcznika „Sztuka”, inicjatorem założenia Miejskiej Galerii Obrazów we Lwowie. Jego działalność na tej niwie wpłynęła stymulująco na rozwój życia kulturalnego Lwowa i budzenie uczuć patriotycznych wśród ludności polskiej. Członek honorowy Towarzystwa Muzeum Narodowego Polskiego w Rapperswilu od 1893.
Do kwietnia 1917 doznał dwóch ataków apopleksji. Zmarł nagle podczas odwiedzin córki Stankowej w Krechowie. Został pochowany na Cmentarzu Łyczakowskim we Lwowie.
Jego żoną była Jadwiga, z domu Bogdańska, z którą miał córkę (po mężu Stanek) oraz syna Andrzeja (1886–1940), który został ofiarą zbrodni katyńskiej.

## Upamiętnienie
Na początku listopada 1915 zorganizowano „Dzień Rutowskiego” we Lwowie. W programie uroczystości m.in. przemianowano dotychczasową ulicę Teatralną na ulicę Tadeusza Rutowskiego.
W kwietniu 1916 Naczelny Komitet Narodowy wydał „Medal Tadeuszowi Rutowskiemu Obrońcy i Opiekunowi Lwowa 3 IX 1914 – 22 VI 1915. NKN”, wykonany przez Jana Raszkę.

## Odznaczenie
- Krzyż Komandorski z Gwiazdą Orderu Franciszka Józefa (1917, Austria)[11]